# 고촌천
고촌천(古村川)는 대한민국의 경상북도 영천시 고경면 파계리에서 발원하여, 단포리를 거쳐 금호강으로 흘러드는 강이다.

## 교량
- 단포교 (영천상주고속도로) - 대의교 - 창하교 - 고도교 - 고도2교 - 용전교 - 말뫼교 - 백소교 - 전사교 - 동도교 - 가수1교 (국도 제28호선) - 가수2교 (국도 제28호선) - 청정교 (지방도 제904호선)

## 지류
- 고촌천의 지류로는 차당천, 상계천 등이 있다.

## 같이 보기
- 금호강